# Ogan (rivière)
Pour les articles homonymes, voir Ogan.
L'Ogan ou, en indonésien Sungai Ogan, est une rivière d'Indonésie coulant uniquement dans la province du Sumatra du Sud. La rivière prend ses sources dans les montagnes de l'Ouest de Sumatra et coule jusqu'au fleuve Musi, qui se déversera lui-même dans le détroit de Bangka, en mer de Chine méridionale.
Sur le dernier tiers de son parcours l'Ogan traverse des marais, formés par son propre cours ainsi que ceux du Komering, et du Mesuji.
Les principales villes traversées sont : Baturaja et Palembang. C'est dans cette dernière que la rivière se jette dans le Musi.